# Vladimír Remek
Vladimír Remek (České Budějovice, 26 settembre 1948) è un cosmonauta, politico e diplomatico ceco.

## Biografia
Vladimír Remek (nato il 26 settembre 1948) è stato il primo cittadino cecoslovacco nello spazio e il primo cosmonauta di una nazione diversa dall'Unione Sovietica o dagli Stati Uniti d'America. A partire dal 2004, con l'ingresso della Repubblica Ceca nell'Unione europea, Remek viene considerato il primo astronauta dell'UE. Ha volato a bordo della Soyuz 28 tra il 2 e il 10 marzo 1978 per 7 giorni, 22 ore e 17 minuti.
Nel 2004 è stato eletto europarlamentare per la lista del Partito Comunista di Boemia e Moravia. Dal 2014 al 2018 è stato ambasciatore della Repubblica Ceca in Russia.